# 2016–2017-es női EHF-kupa
A 2016–2017-es női EHF-kupa az európai női kézilabda-klubcsapatok második legrangosabb tornájának 36. kiírása. A címvédő a Dunaújvárosi Kohász KA. Ebben az idényben megváltozott a kupa lebonyolítása, mivel ettől a szezontól már nem rendezték meg az Kupagyőztesek Európa-kupáját, és a férfiaknál 2013-ban bevezetett formátumban zajlottak a küzdelmek. Háromkörös selejtezősorozat után 16 csapat jutott a csoportküzdelmekbe. A négy csoportból továbbjutó 8 csapat negyeddöntőt játszott, és az elődöntőt és a döntőt is oda-visszavágós mérkőzések keretében rendezték. Ettől még azonban eltérhettek volna, ha megfelelő rendező jelentkezett volna a végső szakasz lebonyolítására egy Final Four formájában.
Magyarországról négy csapat szerepelhetett ebben az EHF-kupa idényben, az Alba Fehérvár KC az első selejtező fordulóban, az Érd NK és a DVSC-TVP a selejtezők második körében, míg a címvédő Dunaújvárosi Kohász KA a selejtezők harmadik körében kapcsolódott be a kupába.

## Selejtezők

### 1. selejtezőkör
Az első selejtezőkör mérkőzéseit 2016. szeptember 9. és szeptember 18. között rendezték.
| 1. csapat                  | Össz. | 2. csapat                         | 1. mérk. | 2. mérk. |
| -------------------------- | ----- | --------------------------------- | -------- | -------- |
| VfL Oldenburg              | 77–40 | Bnei Hertzeliya                   | 41–20    | 36–20    |
| Alba Fehérvár KC           | 55–34 | Vistal Gdynia                     | 28–17    | 27–17    |
| HB Dudelange               | 22–79 | H.C. Dunarea Braila               | 12–43    | 10–36    |
| Lugi HF                    | 43–54 | Nykobing Falster HK               | 23–25    | 20–29    |
| SPONO Eagles               | 71–30 | KHF Prishtina                     | 41–14    | 30–16    |
| Dinamo-Sinara              | 56–41 | Succes Schoonmaak / VOC Amsterdam | 29–19    | 27–22    |
| H.C. Holon                 | 37–74 | Tertnes Bergen                    | 21–32    | 16–42    |
| HZRK Grude                 | 33–83 | ASC Corona 2010 Brasov            | 16–43    | 17–40    |
| Byasen Trondheim           | 57–40 | RK Zagorje                        | 32–20    | 25–20    |
| Nantes Loire Atlantique HB | 81–27 | Alavarium / Love Tiles            | 47–16    | 34–11    |
| DHK Banik Most             | 58–55 | BNTU-BelAZ Minsk Reg.             | 28–23    | 30–32    |
| HC Neistin                 | 44–57 | CSM Ploiesti                      | 24–26    | 20–31    |
| ZRK Naisa Nis              | 34–71 | SG BBM Bietigheim                 | 15–34    | 19–37    |
| Galytchanka                | 44–46 | Pogon Baltica Szczecin            | 24–22    | 20–24    |
| ZRK Izvor Bukovicka Banja  | 71–34 | A.C. Latsia Nicosia               | 38–14    | 33–20    |
| Kuban Krasznodar           | 67–48 | O.F.N. Ionias                     | 36–24    | 31–24    |
| Issy Paris Hand            | 59–43 | LC Brühl Handball                 | 29–20    | 30–23    |
| ACME-Zalgiris Kaunas       | 51–55 | Muratpasa Belediyesi SK           | 27–30    | 24–25    |
| Vipers Kristiansand        | 89–22 | Cassano Magnago                   | 52–10    | 37–12    |
| Skuru IK                   | 44–45 | DHC Slavia Praha                  | 26–22    | 18–23    |
| Brest Bretagne Handball    | 61–34 | Madeira Andebol SAD               | 30–16    | 31–18    |

### 2. selejtezőkör
A második selejtezőkör mérkőzéseit 2016. október 15. és október 23. között rendezték. Itt kapcsolódnak be a Bajnokok ligája selejtezőjéből negyedik helyen kiesett csapatok.
| 1. csapat                  | Össz. | 2. csapat                           | 1. mérk. | 2. mérk. |
| -------------------------- | ----- | ----------------------------------- | -------- | -------- |
| HC Gomel                   | 37–53 | H.C. Dunarea Braila                 | 15–27    | 22–26    |
| Dinamo-Sinara              | 51–60 | Brest Bretagne Handball             | 25–29    | 26–31    |
| SG BBM Bietigheim          | 60–43 | ASC Corona 2010 Brasov              | 37–24    | 23–19    |
| Érd NK                     | 59–52 | Issy Paris Hand                     | 30–26    | 29–26    |
| DHC Slavia Praha           | 45–65 | Viborg HK                           | 23–29    | 22–36    |
| CSM Ploiesti               | 33–92 | IUVENTA Michalovce                  | 19–43    | 14–49    |
| ZRK Izvor Bukovicka Banja  | 54–59 | SERCODAK Dalfsen                    | 26–34    | 28–25    |
| SPONO Eagles               | 51–73 | Kuban Krasznodar                    | 23–35    | 28–28    |
| H.C.M. Roman               | 49–55 | Alba Fehérvár KC                    | 25–27    | 24–28    |
| TuS Metzingen              | 59–47 | DHK Banik Most                      | 30–22    | 29–25    |
| Muratpasa Belediyesi SK    | 33–56 | Randers HK                          | 20–30    | 13–26    |
| VfL Oldenburg              | 52–48 | Fleury Loiret Handball              | 29–22    | 23–26    |
| Pogon Baltica Szczecin     | 57–68 | NFH - Nykøbing Falster Håndboldklub | 29–35    | 28–33    |
| Byasen Trondheim           | 62–53 | Tertnes Bergen                      | 33–27    | 29–26    |
| HC Lada Togliatti          | 55–55 | Vipers Kristiansand                 | 29–23    | 26–32    |
| Nantes Loire Atlantique HB | 52–49 | DVSC-TVP                            | 24–23    | 28–26    |

### 3. selejtezőkör
A harmadik selejtezőkör mérkőzéseit 2016. november 12. és november 20. között rendezték. Itt kapcsolódnak be a Bajnokok ligája selejtezőjéből második és harmadik helyen kiesett csapatok.
| 1. csapat              | Össz. | 2. csapat                           | 1. mérk. | 2. mérk. |
| ---------------------- | ----- | ----------------------------------- | -------- | -------- |
| Ankara Yenimahalle BSK | 56–63 | TuS Metzingen                       | 33–27    | 23–36    |
| Hypo Niederösterreich  | 49–61 | Kuban Krasznodar                    | 23–29    | 26–32    |
| HC Lada Togliatti      | 57–48 | Viborg HK                           | 29–26    | 28–22    |
| SERCODAK Dalfsen       | 49–62 | Nantes Loire Atlantique HB          | 21–31    | 28–31    |
| Team Tvis Holstebro    | 46–58 | VfL Oldenburg                       | 25–27    | 21–31    |
| IUVENTA Michalovce     | 42–55 | Alba Fehérvár KC                    | 23–28    | 19–27    |
| Randers HK             | 51–50 | MKS Selgros Lublin                  | 28–27    | 23–23    |
| Indeco Conversano      | 46–72 | NFH - Nykøbing Falster Håndboldklub | 24–36    | 22–36    |
| H.C. Dunarea Braila    | 48–58 | Byasen Trondheim                    | 25–24    | 23–34    |
| HC Podravka Vegeta     | 36–47 | SG BBM Bietigheim                   | 16–23    | 20–24    |
| Érd NK                 | 60–47 | Dunaújvárosi Kohász KA              | 29–22    | 31–25    |
| Super Amara Bera Bera  | 39–48 | Brest Bretagne Handball             | 20–25    | 19–23    |

## Csoportkör
A csoportkörbe a selejtezősorozat 12 győztese és a Bajnokok ligája csoportköréből kiesett négy csapat jut. A mérkőzéseket 2017. január 7. és 2017. február 12. között rendezték. A csoportokból az első két helyezett jut a nyolcaddöntőbe.

### A csoport
| Csapat                     | M | Gy | D | V | G+  | G–  | Gk  | P |
| -------------------------- | - | -- | - | - | --- | --- | --- | - |
| Nantes Loire Atlantique HB | 6 | 4  | 1 | 1 | 186 | 157 | +29 | 9 |
| Randers HK                 | 6 | 4  | 1 | 1 | 153 | 144 | +9  | 9 |
| IK Sävehof                 | 6 | 2  | 0 | 4 | 167 | 188 | –21 | 4 |
| VfL Oldenburg              | 6 | 1  | 0 | 5 | 170 | 187 | –17 | 2 |

### B csoport
| Csapat                  | M | Gy | D | V | G+  | G–  | Gk  | P  |
| ----------------------- | - | -- | - | - | --- | --- | --- | -- |
| Kubany Krasznodar       | 6 | 5  | 0 | 1 | 173 | 148 | +25 | 10 |
| Brest Bretagne Handball | 6 | 3  | 2 | 1 | 150 | 127 | +23 | 8  |
| Alba Fehérvár KC        | 6 | 2  | 2 | 2 | 159 | 156 | +3  | 6  |
| HC Leipzig              | 6 | 0  | 0 | 6 | 134 | 185 | –51 | 0  |

### C csoport
| Csapat            | M | Gy | D | V | G+  | G–  | Gk  | P  |
| ----------------- | - | -- | - | - | --- | --- | --- | -- |
| Rosztov-Don       | 6 | 5  | 0 | 1 | 173 | 137 | +36 | 10 |
| SG BBM Bietigheim | 6 | 3  | 0 | 3 | 166 | 173 | –7  | 6  |
| Érd NK            | 6 | 2  | 0 | 4 | 165 | 169 | –4  | 4  |
| Byasen Trondheim  | 6 | 2  | 0 | 4 | 163 | 188 | –25 | 4  |

### D csoport
| Csapat                              | M | Gy | D | V | G+  | G–  | Gk  | P |
| ----------------------------------- | - | -- | - | - | --- | --- | --- | - |
| TuS Metzingen                       | 6 | 3  | 1 | 2 | 176 | 153 | +23 | 7 |
| NFH – Nykøbing Falster Håndboldklub | 6 | 2  | 3 | 1 | 194 | 180 | +14 | 7 |
| HC Lada Togliatti                   | 6 | 3  | 0 | 3 | 165 | 164 | +1  | 6 |
| Glassverket IF                      | 6 | 1  | 2 | 3 | 137 | 175 | –38 | 4 |

## Egyenes kieséses szakasz
Az egyenes kieséses szakaszba a csoportkörben első két helyen végzett nyolc csapat jut.

### Negyeddöntők
| 1. csapat               | Össz. | 2. csapat                           | 1. mérk. | 2. mérk. |
| ----------------------- | ----- | ----------------------------------- | -------- | -------- |
| Randers HK              | 50–52 | NFH – Nykøbing Falster Håndboldklub | 27–24    | 23–28    |
| SG BBM Bietigheim       | 59–57 | Kubany Krasznodar                   | 33–26    | 26–31    |
| Brest Bretagne Handball | 40–54 | Rosztov-Don                         | 21–26    | 19–28    |
| TuS Metzingen           | 58–51 | Nantes Loire Atlantique HB          | 27–23    | 31–28    |

| 2017. március 4. 18:30 | Brest Bretagne Handball | 21–26       | Rosztov-Don | Brest Arena, Brest Nézőszám: 4027 Játékvezetők: Baranowski, Lemanowicz (POL) |
| 2017. március 4. 18:30 | Pineau 6                | (11–13)     | Vjahireva 8 | Brest Arena, Brest Nézőszám: 4027 Játékvezetők: Baranowski, Lemanowicz (POL) |
| 2017. március 4. 18:30 | 4× 3×                   | Jegyzőkönyv | 6× 3×       | Brest Arena, Brest Nézőszám: 4027 Játékvezetők: Baranowski, Lemanowicz (POL) |

| 2017. március 11. 16:00 (18:00) | Rosztov-Don           | 28–19       | Brest Bretagne Handball | Palace of Sport "Rostov-Don", Rosztov-na-Donu Nézőszám: 3200 Játékvezetők: Boricic, Markovic (SRB) |
| 2017. március 11. 16:00 (18:00) | Barbosa, Manaharova 5 | (13–8)      | Limal 4                 | Palace of Sport "Rostov-Don", Rosztov-na-Donu Nézőszám: 3200 Játékvezetők: Boricic, Markovic (SRB) |
| 2017. március 11. 16:00 (18:00) | 5× 3×                 | Jegyzőkönyv | 5× 3×                   | Palace of Sport "Rostov-Don", Rosztov-na-Donu Nézőszám: 3200 Játékvezetők: Boricic, Markovic (SRB) |

| 2017. március 4. 19:00 | TuS Metzingen | 27–23       | Nantes Loire Atlantique HB | Öschhalle, Metzingen Nézőszám: 1050 Játékvezetők: Chaskis, Tsakonas (GRE) |
| 2017. március 4. 19:00 | Loerper 9     | (16–12)     | négy játékos 4             | Öschhalle, Metzingen Nézőszám: 1050 Játékvezetők: Chaskis, Tsakonas (GRE) |
| 2017. március 4. 19:00 | 3× 3×         | Jegyzőkönyv | 4× 3×                      | Öschhalle, Metzingen Nézőszám: 1050 Játékvezetők: Chaskis, Tsakonas (GRE) |

| 2017. március 12. 18:00 | Nantes Loire Atlantique HB | 28–31       | TuS Metzingen | Palais des Sports de Beaulieu, Nantes Nézőszám: 3180 Játékvezetők: Kijauskaite, Zaliene (LTU) |
| 2017. március 12. 18:00 | Holta 6                    | (16–15)     | Szekerczés 10 | Palais des Sports de Beaulieu, Nantes Nézőszám: 3180 Játékvezetők: Kijauskaite, Zaliene (LTU) |
| 2017. március 12. 18:00 | 3× 3×                      | Jegyzőkönyv | 3× 3×         | Palais des Sports de Beaulieu, Nantes Nézőszám: 3180 Játékvezetők: Kijauskaite, Zaliene (LTU) |

| 2017. március 5. 15:00 | SG BBM Bietigheim | 33–26       | Kubany Krasznodar   | EgeTrans Arena, Bietigheim Nézőszám: 1800 Játékvezetők: Cindric, Gonzurek (CRO) |
| 2017. március 5. 15:00 | S. Müller 8       | (16–13)     | V. Zsilinszkajtye 5 | EgeTrans Arena, Bietigheim Nézőszám: 1800 Játékvezetők: Cindric, Gonzurek (CRO) |
| 2017. március 5. 15:00 | 1× 3×             | Jegyzőkönyv | 3× 2×               | EgeTrans Arena, Bietigheim Nézőszám: 1800 Játékvezetők: Cindric, Gonzurek (CRO) |

| 2017. március 12. 16:00 (18:00) | Kubany Krasznodar    | 31–26       | SG BBM Bietigheim | Olymp Sportkomplex, Krasznodar Nézőszám: 1500 Játékvezetők: Metalari, Nikolovski (MKD) |
| 2017. március 12. 16:00 (18:00) | V. Zsilinszkajtye 10 | (15–13)     | Naidziniavicius 6 | Olymp Sportkomplex, Krasznodar Nézőszám: 1500 Játékvezetők: Metalari, Nikolovski (MKD) |
| 2017. március 12. 16:00 (18:00) | 2× 3×                | Jegyzőkönyv | 3× 3×             | Olymp Sportkomplex, Krasznodar Nézőszám: 1500 Játékvezetők: Metalari, Nikolovski (MKD) |

| 2017. március 5. 19:30 | Randers HK | 27–24       | NFH – Nykøbing Falster Håndboldklub | Arena Randers, Randers Nézőszám: 835 Játékvezetők: Bolic, Hurich (AUT) |
| 2017. március 5. 19:30 | Fisker 7   | (15–14)     | Hagman 8                            | Arena Randers, Randers Nézőszám: 835 Játékvezetők: Bolic, Hurich (AUT) |
| 2017. március 5. 19:30 | 4× 2×      | Jegyzőkönyv | 4× 2×                               | Arena Randers, Randers Nézőszám: 835 Játékvezetők: Bolic, Hurich (AUT) |

| 2017. március 12. 19:30 | NFH – Nykøbing Falster Håndboldklub | 28–23       | Randers HK | Scandlines Arena, Nykøbing Falster Nézőszám: 1452 Játékvezetők: Prastalo, Todorovic (BIH) |
| 2017. március 12. 19:30 | Hagman 10                           | (13–12)     | Heindahl 6 | Scandlines Arena, Nykøbing Falster Nézőszám: 1452 Játékvezetők: Prastalo, Todorovic (BIH) |
| 2017. március 12. 19:30 | 2× 3×                               | Jegyzőkönyv | 3× 2×      | Scandlines Arena, Nykøbing Falster Nézőszám: 1452 Játékvezetők: Prastalo, Todorovic (BIH) |

### Elődöntők
| 1. csapat         | Össz. | 2. csapat                           | 1. mérk. | 2. mérk. |
| ----------------- | ----- | ----------------------------------- | -------- | -------- |
| SG BBM Bietigheim | 66–59 | NFH – Nykøbing Falster Håndboldklub | 38–27    | 28–32    |
| TuS Metzingen     | 39–60 | Rosztov-Don                         | 18–29    | 21–31    |

### Döntő
| 1. csapat         | Össz. | 2. csapat   | 1. mérk. | 2. mérk. |
| ----------------- | ----- | ----------- | -------- | -------- |
| SG BBM Bietigheim | 46–53 | Rosztov-Don | 25–28    | 21–25    |